# 奈良県立高田高等学校
奈良県立高田高等学校（ならけんりつ たかだ こうとうがっこう、英: Nara Prefectural Takada High School）は、奈良県大和高田市礒野東町に所在する県立高等学校。

## 概要
2024年度より、大学入学共通テストを受験する生徒が7割以上といった、生徒の進学希望や進学プロセスの状況を踏まえ、奈良県教育委員会より「進学教育重点校」の指定を受けており、指導力向上に向けた教員研修の機会の創出と、中核教員が配置されている。

### スクール・ミッション
「自彊・和敬・創造」の校訓のもと、生徒各自が進路実現を果たし、地域社会を創生・牽引する人材や、教員として奈良県教育を支える人材の育成を目指す。

### 教育目標
日本国憲法、教育基本法及び学校教育法に定められた教育の基本理念に基づき、民主的な社会の形成者として、新しい文化の創造に努める豊かな人間性をそなえた国民の育成を目指す。
- 真理を見極める目を養い、正しい判断力と強い意志力のもと、自律的な生活態度を育てる。
- 人間尊重の精神を培い、自他敬愛に基づく人間関係を深め、社会連帯の精神を養う。
- 自ら学び、自ら考える力を育成し、創造的な能力を培い、健康で心身ともにたくましい生徒を育てる[4]

### 教育方針

#### アドミッション・ポリシー
以下のような生徒を積極的に受け入れる。
- 向上心や探究心、知的好奇心があり、何事にも挑戦できる生徒
- 将来の目標に向けて、学習や部活動に取り組む意欲をもつ生徒
- ルールやマナーを遵守し、互いに尊重しながら他者と協力することのできる生徒
- 地域や社会に関心をもち、地域社会の課題解決に取り組む意欲をもつ生徒
- 教員を志し、教育について自ら考え、学ぶ意欲をもつ生徒[1]

#### カリキュラム・ポリシー
確かな学力、豊かな人間性、健やかな心身の育成を目指すとともに、人間関係構築力や社会参加意識を養うために以下の教育を行う。
探究
- 体験学習や発表の場を増やし、「総合的な探究の時間」を充実させる。
- 協働的な学びによって、コミュニケーション能力や情報発信能力を育成する。
- 教科の枠にとらわれない横断的な学習を通して、主体的、創造的に取り組む態度を育成する。

確かな学力
- タブレット端末や電子機器等を有効に活用し、主体的・対話的な授業を実践する。
- ポートフォリオの活用により、客観的な自己評価を行い、生徒一人ひとりの可能性を最大限に引き出す。
- 多様な進路実現を図るため、通常の授業に加え、実力養成講座を充実させるとともに、外部講師を招へいし、講演会や説明会を実施する。

協働
- 部活動や課外活動に、積極的に取り組むことのできる環境を作る。
- 人権意識を高める活動を行い、多様性の尊重される学校づくりを実践する。
- 生徒会活動や委員会活動を中心に、生徒主体の学校行事を進める。

社会貢献
- 学校行事を通して、他者との関わりの中で、自己有用感を育成する。
- ボランティア活動等を通して、主体的に社会に参画する意識を高め、社会貢献の精神を育成する。
- 地域振興団体との交流を深め、積極的に各種行事に参加する機会を設ける。

教育アンビシャスコース
- 市内の小学校等と連携し、小学校体験実習を実施する。
- ディベートや集団討論を通して、教員として必要なコミュニケーション能力を高める。
- 連携大学等から講師を招へいし、教育について専門的学びを深める。

#### グラデュエーション・ポリシー
以下の資質・能力を身に付けた生徒に卒業を認定する。
- 探究心をもって課題を設定し、それを解決し論理的に表現することができる。(⇒探究)
- 身に付けた幅広い知識と確かな学力を卒業後も生かし、自己の将来を開拓・実現できる。(⇒確かな学力)
- 他者を尊重し、社会の中核を担う存在として多様な人々と協働することができる。(⇒協働)
- 社会の一員としての自覚をもち、地域の人々に愛され、郷土の発展に貢献できる。(⇒社会貢献)[1]

### 校訓
校訓は、以下の通りである。
- 自彊 - 自から努めて励むこと

「自（みず）から彊（つと）めて息（や）まず」（易経）
- 和敬 - 心をやわらげてうやまうこと

「茶道で主客の心得を表すことば」（禅語）
- 創造 - 新しいものを創り出すこと

「豊かな人間性と創造性を備えた人間の育成を期する」（教育基本法前文）

## 沿革

### 略歴
1921年（大正10年）創立の奈良県立高田高等女学校を前身とする。1948年（昭和23年）4月の学制改革により新制高等学校となり、同年9月に男女共学を開始した。

### 年表

#### 奈良県高田高等女学校・高田高等女学校・高田高等学校（女子校）
- 1920年（大正9年）7月31日 - 北葛城郡立奈良県高田高等女学校設立を認可。
- 1921年
  - 4月1日 - 北葛城郡立奈良県高田高等女学校が開校。
  - 4月27日 - 開校式を挙行する。
- 1923年4月1日 - 郡制廃止の為、奈良県に移管、奈良県立高田高等女学校と改称。
- 1947年（昭和22年）4月1日 - 生徒募集を停止し、「奈良県立高田高等女学校併設中学校」（新制・女子校；以下、併設中学校）[注釈 1]を併設。
- 1948年4月1日 - 学制改革（「奈良県新制高等学校設置要項」（暫定案））により、奈良県立高田高等女学校を奈良県立高田高等学校（新制・女子校）に転換[注釈 2]。併設中学校を継承し、「奈良県立高田高等学校併設中学校」に改称。

#### 高田高等学校
- 1948年
  - 9月1日 - 学区制の施行（「奈良県公立新制高校実施要項」）により、通常制普通課程および商業課程を置く奈良県立高田高等学校（総合制）を開設。男女共学を開始。
  - 11月20日 - 定時制夜間課程を開設。
  - 12月1日 - 定時制女子課程を置く王寺分校を開設。
- 1950年6月 - 女子生徒の制服を制定。
- 1954年2月13日 - 校歌・校旗を制定。校舎増築工事、食堂・温室の新築工事竣工。
- 1956年4月1日 - 通常制女子課程を開設。
- 1962年
  - 4月1日 - 奈良県教育委員会規則改正により設置課程の名称を改称[注釈 3]。
- 1965年3月31日 - 全日制課程商業科を閉科、廃止。
- 1967年5月20日 - 新校舎落成式を挙行。
- 1970年3月31日 - 全日制課程家庭科を閉科、廃止。
- 1971年10月30日 - 創立50周年記念式典を挙行。
- 1972年3月31日 - 王寺分校を閉校、廃止。
- 1981年11月20日 - 創立60周年記念式典を挙行。
- 1984年2月1日 - 校訓「自彊・和敬・創造」を制定。
- 1985年9月10日 - 校訓碑を建立。
- 1991年11月2日 - 創立70周年記念式典を挙行。
- 1996年4月1日 - 学校設定教科「探究」を創設。
- 2001年11月4日 - 創立80周年記念式典を挙行。
- 2002年（平成14年）4月1日 - 総合的な学習の時間「探究」に移行。
- 2006年4月1日 - 全日制課程普通科に教育コースを開設。
- 2008年4月1日 - 定時制課程を募集停止し、奈良県立畝傍高等学校に移管。
- 2011年
  - 3月31日 - 定時制課程を閉課程、廃止。
  - 11月5日 - 創立90周年記念式典を挙行。
- 2017年4月1日 - 教育コースの特色選抜での募集停止に伴い、教育アンビシャスコース類型に改編。
- 2020年（令和2年）11月3日 - 奈良県立高田高等女学校・高田高等学校同窓会から奈良県立高田高等学校同窓会「鳩蘭会」に改称。
- 2021年5月31日 - 同窓会館（鳩蘭会館）改修工事竣工。
- 2022年10月31日 - 創立100周年記念式典を挙行。

## 基礎データ

### 所在地
- 奈良県大和高田市礒野東町6-6

### アクセス
- 近鉄南大阪線「高田市駅」より北西へ約300メートル（徒歩約5分）
- JR和歌山線／万葉まほろば線「高田駅」より南西へ約1.2km（徒歩約17分）
- 近鉄大阪線「大和高田駅」より南西へ約1.5km（徒歩約21分）

### 象徴

#### 校章
校章の由来は、生徒の力、父母の力、教師の力を大きく三段階に分けた鳩の翼の羽根に象徴したものである。全校生徒の応募作品の中から選出された。

#### エンブレム
エンブレムの由来は、飛翔する鳩を流し模様風にデザインしたものである。女子制服のデザインに際し、胸部ポケット上に刺繍された。

#### 校歌
1954年2月に制定。作詞は早稲田大学教授の土岐善麿、作曲は平井康三郎による。歌詞は2番まであり、最後に校名の「高田高校」が登場する。

## 設置する課程、学科及び定員
- 全日制課程
  - 普通科 - 1,116名（募集人員360名：一般選抜）

2015年（平成27年）度まで募集人員は400名（10クラス）であったが、2016年度より40名（1クラス）減員での生徒募集となる。2022年度および2023年度は18名増員での生徒募集が実施された。

## 教育課程
第2学年より人文探究型、人文探究型（教育アンビシャスコース）および自然探究型の3類型に分かれる。第3学年より人文探究型は文系総合、人文科学（A・B・教育アンビシャスコース）の4類型に、自然探究型は理系総合と自然科学の2類型に分かれ、合計6類型に細分化される。

## 学校行事

### 群鳩祭
- 学園祭は「群鳩祭」と呼ばれ、毎年9月上旬に開催される。

## 高校関係者と組織

### 高校関係者組織
- 奈良県立高田高等学校学校運営協議会 - 保護者、地域住民、校長、関係行政機関の職員の中から委嘱された委員による機関。学校運営及び当該運営への必要な支援に関して協議する。
- 奈良県立高田高等学校同窓会「鳩蘭会」 - 前身学校を含む卒業生による同窓会組織。事務局を校地内に所在する同窓会館「鳩蘭会館」に置く。
- 奈良県立高田高等学校PTA - 生徒保護者と教員による父母と教師の会（PTA）組織で、会員は入会金及び年会費を納入する。
- 奈良県高等学校PTA協議会 - 奈良県立教育研究所内に事務局を置くPTA協議会。奈良県立高田高等学校PTAの会員をもって会員とし、会員は単位PTA分担金として会費を納入する。

## 対外関係

### 高大連携
（教育アンビシャスコース）：奈良教育大学、京都女子大学、同志社女子大学、佛教大学、畿央大学